# Death Shall Rise
Death Shall Rise è il secondo album in studio del gruppo musicale death metal Cancer, pubblicato nel 1991 dalla Restless Records.

## Tracce
1. Hung, Drawn and Quartered – 3:25
2. Tasteless Incest – 4:54
3. Burning Casket – 4:02
4. Death Shall Rise – 5:44
5. Back from the Dead – 4:59
6. Gruesome Tasks – 4:32
7. Corpse Fire – 2:33
8. Internal Decay – 5:53

## Formazione
- John Walker - voce, chitarra
- James Murphy - chitarra
- Ian Buchanan - basso
- Carl Stokes - batteria